# Taxislužba v Praze

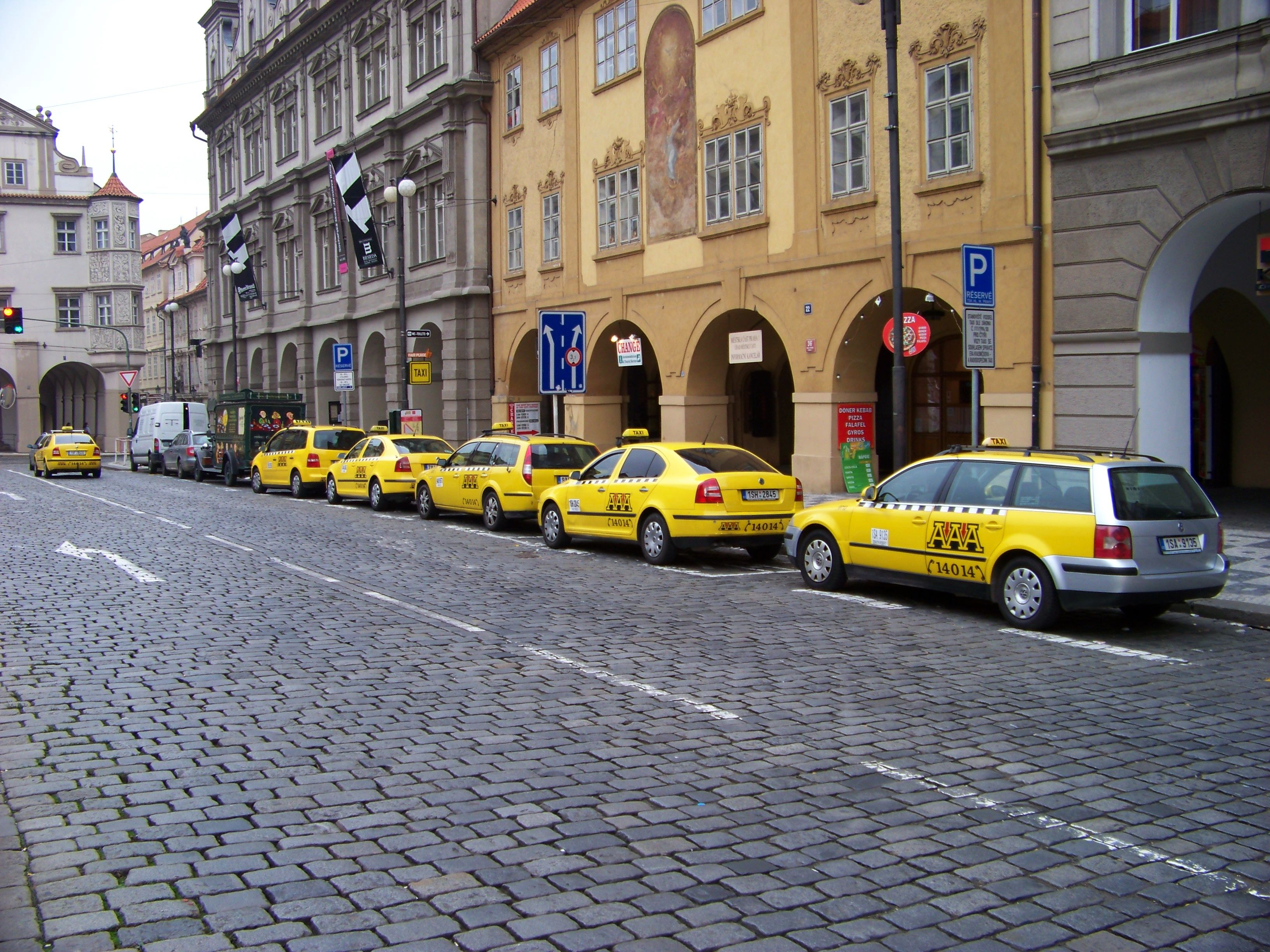
Vozidla taxi na Malostranském náměstí

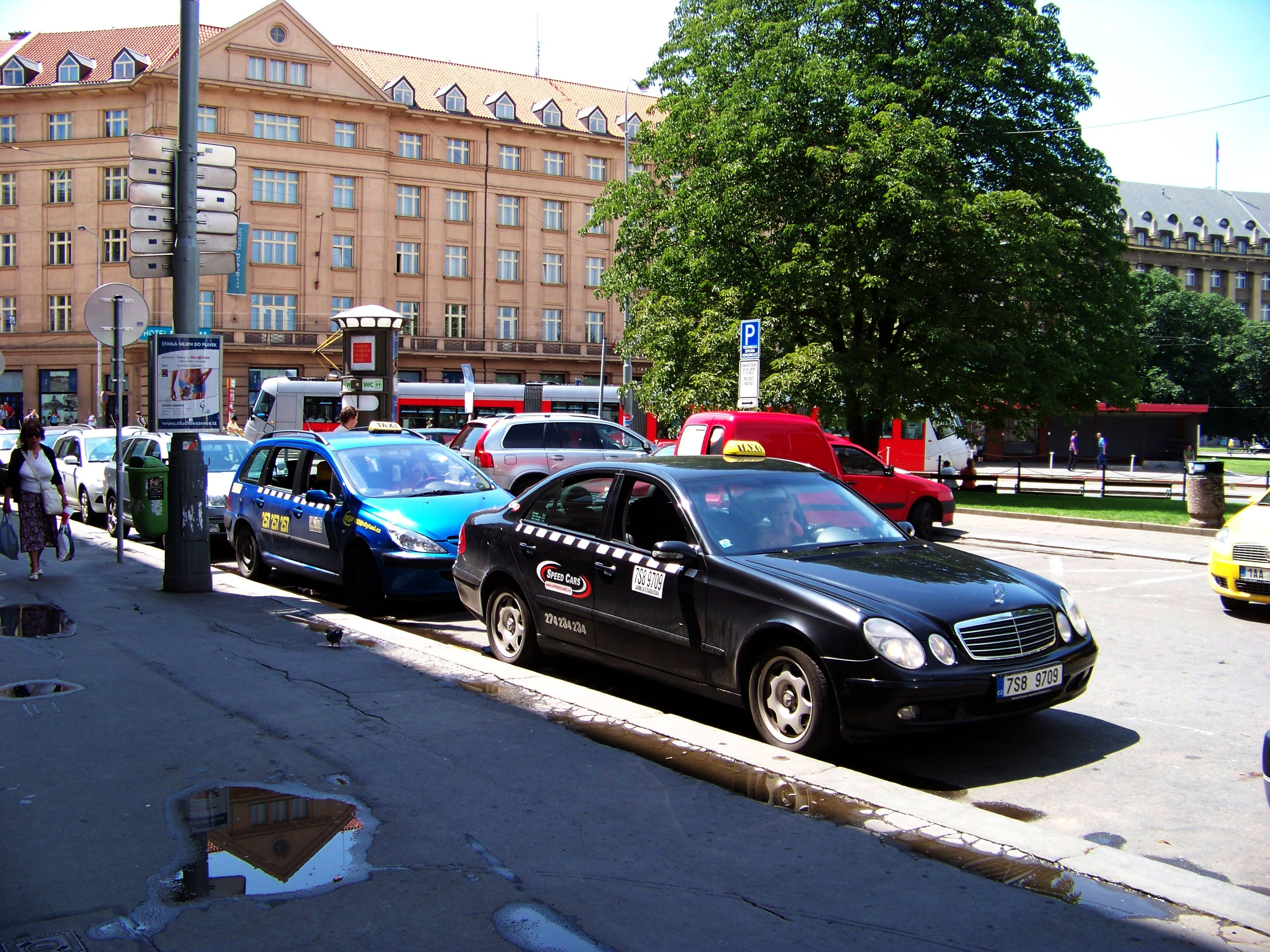
Taxíky různých firem na stanovišti na Vítězném náměstí v Praze-Dejvicích

Taxislužba v Praze podléhá celostátně platnému zákonu o silniční dopravě. Ve sdělovacích prostředcích a turistických průvodcích je kvůli chování části taxikářů proslulá nedodržováním stanovených maximálních cen a porušováním předpisů a proto je již po mnoho let jedním z viditelných témat komunální politiky. Praha uplatnila několik návrhů novel zákonů, které měly usnadnit řešení situace v Praze.

## Historie

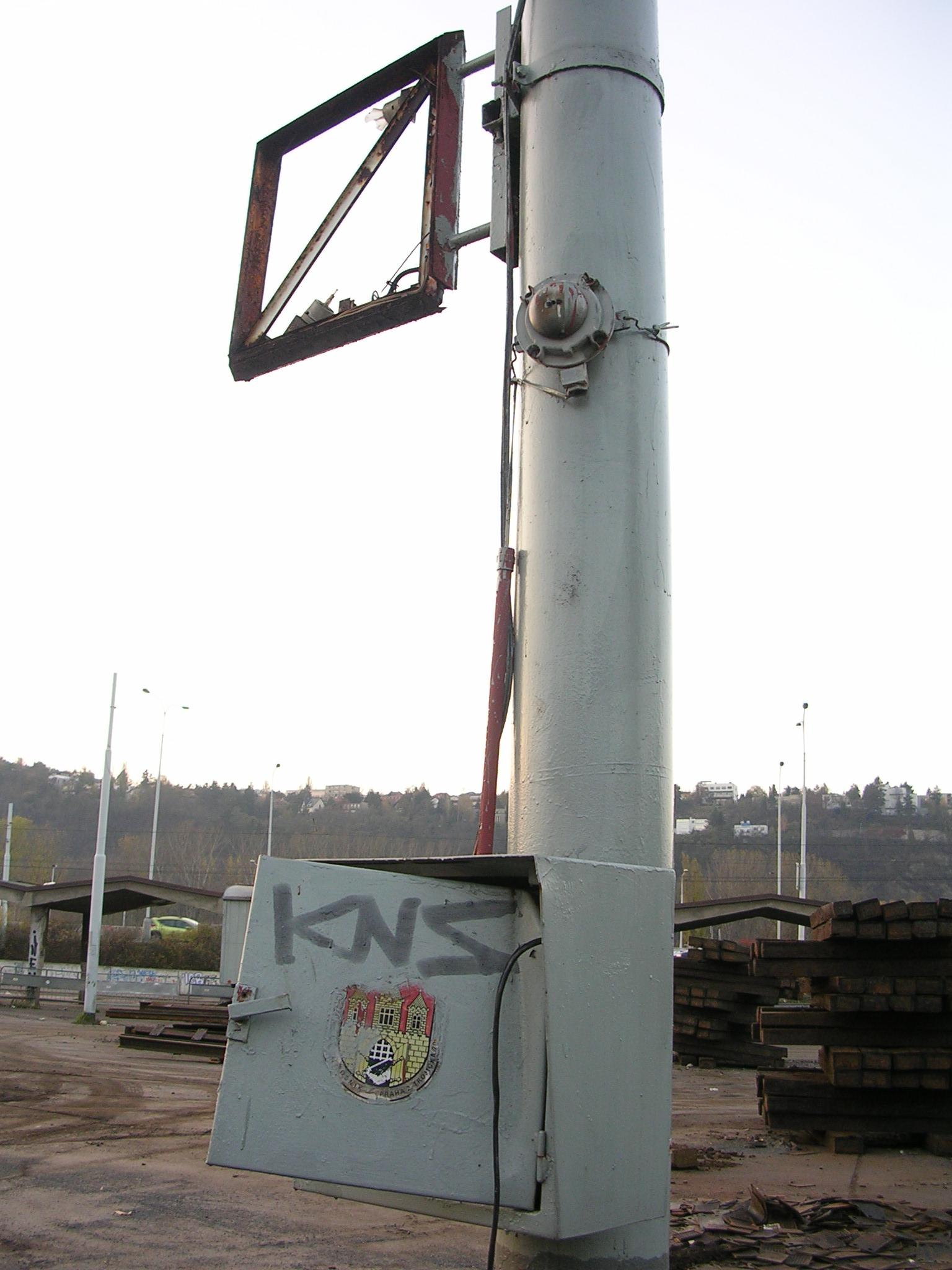
Nádraží Braník, trosky označení a vybavení taxistanoviště z dob, kdy monopolním provozovatelem taxislužby v Praze byl Dopravní podnik hl. m. Prahy

Taxislužba v Praze je v současné době zajišťována výhradně soukromými subjekty.
Od 1. lednu 1962 byla monopolizovaná městská taxislužba začleněna společně s půjčovnou automobilů do Dopravních podniků hl. m. Prahy. Ke dni 1. ledna 1989 byl zakládací listinou Národního výboru hlavního města Prahy založen státní podnik Taxi Praha (IČ 000 64 017) se sídlem v Trojické ulici, do nějž byla vyčleněna, avšak po změně poměrů byl tento podnik nedlouho poté zrušen likvidací na základě rozhodnutí Rady hl. m. Prahy č. 6/11 ze dne 30. 5. 1991 ke dni 1. června 1991. Poté byl tento obor liberalizován a ponechán plně soukromému sektoru. Se záměrem zřídit opět městskou taxislužbu, která by si konkurovala se soukromými, přišli počátkem roku 2006 politici ČSSD, náměstek primátora Petr Hulinský a Petra Buzková (v té době kandidátka na pražskou primátorku), a podpořil jej i nezávislý zastupitel Michael Hvížďala, dřívější člen ODS a Unie svobody, širší ohlas však návrh neměl.
Taxislužba patří mezi ty složky veřejné dopravy v hlavním městě Praze, které nejsou dotovány z veřejných zdrojů. Základní podmínky provozu taxislužby stanoví zákon o silniční dopravě. Hlavní město Praha určuje maximální ceny, což jí umožňuje zařazení taxislužby mezi zboží s regulovanými cenami ve výměru ministerstva financí vydávaném podle zákona o cenách. Oprávněnost regulace cen taxislužby v Praze však byla nejméně jednou úspěšně soudně napadnuta.
Stav pražské taxislužby je již od 90. let dvacátého století stálým a kontroverzním tématem pražské komunální politiky. Sdělovací prostředky i zahraniční průvodce poukazují na soustavné předražování jízdného, nedodržování zákonných podmínek a různé podvody.
Většina stanovišť taxislužby (ta, která jsou místěna na místních komunikacích) je provozována Technickou správou komunikací. V roce 2002 uspořádalo formou "losování" výběr z uchazečů o správu a výhradní používání nejlukrativnějších taxistanovišť s tím, že provozovatel taxistanoviště bude volán k odpovědnosti za delikty spáchané jeho řidiči. V roce 2006 město vydalo vyhlášku o provozním řádu stanovišť taxislužby, v níž jako podmínku užívání taxistanovišť stanoví některé další podmínky (vybavení, třída a barva vozidla). Řidičům, kteří tyto požadavky splní, poskytuje město i další výhody (například užívání vyhrazených jízdních pruhů). Do roku 2006 se město pohybovalo po hranici zákona tím, že za provozní řád stanoviště taxislužby, který podle Zákona o silniční dopravě má vydávat obec vyhláškou, označovalo neveřejné přílohy ke smlouvě města s provozovateli stanovišť, a tím, že vyhláškou o provozním řádu stanovišť upravuje záležitosti, které věcně přesahují úpravu provozu na taxistanovištích. Z nekorektního a mnohdy nezákonného postupu obviňoval orgány města mimo jiné i Cech Taxi Praha, zastřešující svou činností samostatné živnostníky provozující taxislužbu svými vlastními vozy, a Jiří Kvasnička, vlastník firmy AAA radiotaxi s. r. o., která s počtem kolem 1000 vozů je údajně nejvýznamnějším dispečinkem (organizátorem) v pražské taxislužbě.

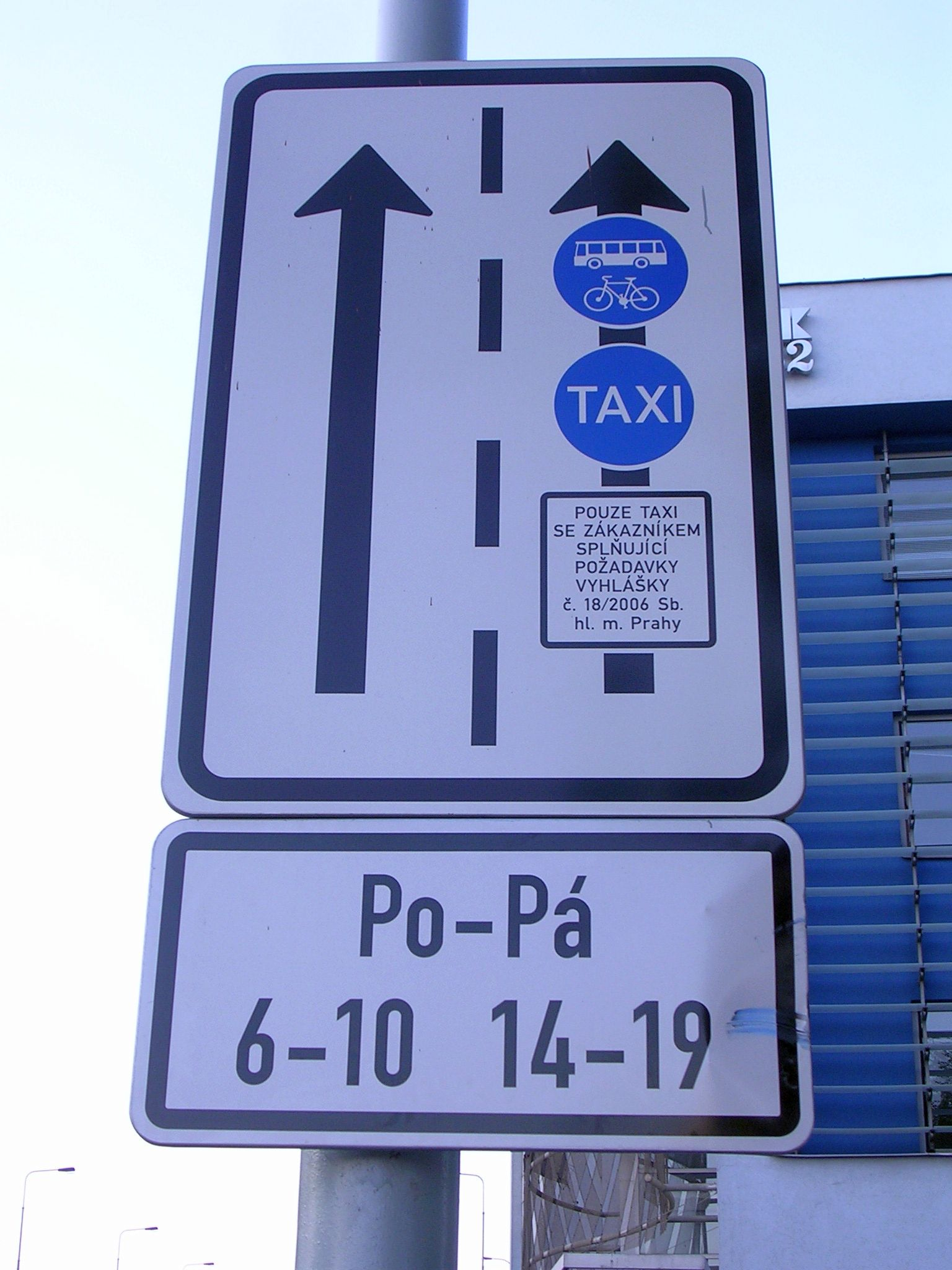
Dopravní značka umožňující používání vyhrazeného pruhu vozidlům taxislužby, která splňují požadavky vyhlášky č. 18/2006 Sb. hl. m. Prahy (provozního řádu stanovišť taxislužby na místních komunikacích hl. m. Prahy)

Problémem jsou i některé služby, které jsou v reklamních nápisech sice inzerovány jako taxislužba, avšak z právního hlediska jsou vykazovány jako příležitostná osobní doprava, na kterou se nevztahují licenční a cenová omezení platná pro taxislužbu. Objednávky a platby by v takovém případě podle zákona měly probíhat mimo vozidlo, konkurující skutečné taxislužby však vyjadřují podezření, že v mnoha případech tento rozdíl oproti taxislužbě není dodržován a jde jen o obcházení podmínek pro provozování taxislužby.
V únoru 2009 bylo vyhrazený jízdní pruh V Holešovičkách jako první v Praze zkušebně vyhrazen i pro vozidla taxislužby, následně i na části Strakonické ulice. Od května 2009 bylo určení rozšířeno pro autobusy PID, jízdní kola a taxi v ulicích Českobrodská, Duškova, Horňátecká, Vrchlického, Vysočanská a Zálesí; v ulicích Kukulova a Ke Krči bylo vyhrazení rozšířeno pouze o taxislužbu. Vodorovné značení těchto pruhů má být upraveno až během léta 2009. Využití vyhrazených jízdních pruhů vozidly taxislužby omezuje městská vyhláška pouze na ty provozovatele, jejichž vozidla vyhovují požadavkům městské vyhlášky.
Specifický spor se odehrával kolem stanoviště na Staroměstském náměstí, jehož vylosovaným správcem byla firma SEDOP. Toto stanoviště využívali řidiči, kteří inzerovali několikanásobně vyšší jízdné, než jaké připouští městské nařízení o maximálních cenách, nejčastěji 99 Kč/km (oproti městem stanovené maximální ceně 28 Kč/km), a u soudu argumentují jejich právní zástupci Klára Slámová a Kolja Kubíček tím, že cenová regulace, která neodpovídá oprávněným nákladům, je neoprávněná, stejně jako nebylo v té době oprávněno vázat užívání taxistanoviště na veřejných komunikacích a určovat barvu vozů, které jej mohou užívat. Město dalo firmě SEDOP postupně třikrát (poprvé roku 2005) výpověď z nájmu, jejíž platnost firma opakovaně soudně napadala. Od léta 2006 rozdávali městští strážníci potenciálním zákazníkům lístečky s textem: „Ceny vyznačené v ceníku na tomto vozidle jsou v rozporu s cenovým předpisem hl. města Prahy a jejich účtování rovněž porušuje tento cenový předpis.“ V dubnu 2007 udělil Obvodní soud pro Prahu 1 Magistrátu hlavního města Prahy pokutu ve výši 100 000 Kč za to, že nerespektoval předběžné opatření soudu a v rozporu s ním bránil řidičům nájemce stanoviště užívat. V červenci 2009 rozhodl městský soud o platnosti druhé výpovědi a magistrát obratem zrušil taxistanoviště na Staroměstském náměstí a změnil je ve vyhrazené stání pro invalidy. Zástupce odborového svazu Taxi Praha však namítl, že dosud nebyl uzavřen spor o platnosti třetí výpovědi, v jehož rámci bylo vydáno předběžné opatření, které zakazovalo magistrátu bránit taxikářům v užívání stanoviště. Soudní a správní spory se vedou rovněž o některé z pokut, které magistrát udělil řidičům.
Od roku 2002 do 31. srpna 2009 uložil magistrát provozovatelům taxislužby 1468 pokut v celkové výši přes 141,8 milionu Kč, přičemž delikty se týkaly asi 100 řidičů taxislužby z celkového počtu kolem 5500. Necelá polovina celkové částky uložených pokut byla vymáhána prostřednictvím exekucí, asi třetina (46,4 milionu Kč) do října 2009 ještě nebyla zaplacena. Nejčastěji bylo podle ČT24 postihováno překračování maximálních cen stanovených městským nařízením a „pronajímání koncesí“.
Město Praha opakovaně iniciovalo změny Zákona o silniční dopravě a dalších zákonů, které měly vést k řešení problémů v taxislužbě. V roce 2005 hlavní město Praha navrhlo novelu, která byla ve znění komplexního pozměňovacího návrhu poslance Hovorky nakonec přijata. Tato novela zrušila územní omezení platnosti průkazů způsobilosti řidiče taxislužby, zavedla možnosti jeho zadržení a odebrání a nově definovala spolehlivost řidiče taxislužby. Následující novelou zákona o cenách byla výrazně zvýšena horní hranice možných pokut. Od 1. června 2008 platí městem Prahou navržená další novela zákona o cenách, která měla zabránit obstrukcím taxikářů při přejímání písemností ve správním řízení prodloužením lhůty promlčitelnosti. 22. října 2009 pražské zastupitelstvo schválilo návrh rozsáhlé novely zákona o silniční dopravě, který má město v listopadu předložit Parlamentu České republiky. Tato novela má zásadně měnit způsob evidence řidičů a vozidel taxislužby a podmínky oprávnění k taxislužbě, změnit definici taxislužby, stanovit další omezení a povinnosti pro poskytování příležitostné osobní dopravy, zavést nové sankce, například zabrání vozidla ve prospěch obce bez ohledu na to, kdo je jeho vlastníkem, atd.

## Mototaxislužba
Od 1. července 2010 zavedl jako fyzická podnikající osoba Jakub Marek z Malé Strany, bývalý pilot a provozovatel divadla, službu Taxi-Moto (psáno se spojovníkem i bez něj), taxislužbu využívající velkých mopedů. V době zavedení služby měl 17 velkých žlutých skútrů Suzuki Burgman 200 a 25 až 30 řidičů, podle potřeby bude vozový park rozšiřován. Inspirovala jej obdobná služba v Madridu, motocyklová taxislužba existuje i v Paříži a Barceloně. Mototaxi má být oproti automobilovému taxi levnější a má zajistit rychlejší dopravu v zácpách, podle provozovatele však budou dodržovány dopravní předpisy a bezpečnost dopravy. Nástupní sazba je 15 Kč a cena za kilometr je 17 Kč, čekání v kolonách či před semafory se neúčtuje, pro studenty a stálé zákazníky existují slevy. Motocykly nemají taxametr, ujetou vzdálenost sleduje řidič jen na tachometru, který před jízdou vynuluje.
Působnost ustanovení o taxislužbě v zákoně č. 111/1994 Sb. (zejména § 21 a 21a, včetně povinnosti používat zaplombovaný taxametr) na motocyklovou taxislužbu není zřejmá, protože v § 2 odst. 8 v definici obsahuje vymezení taxislužby jako dopravy provozované „osobními vozidly s obsaditelností nejvýše devíti osob včetně řidiče“, avšak z tohoto zákona není zřejmé, zda osobní vozidlo má být synonymum termínu osobní automobil ve smyslu § 3 odst. 2 písm. b) zákona č. 56/2001 Sb., nebo zda je osobním vozidlem i motocykl.

## Ceny

### Regulace cen

#### Právní podmínky regulace
Regulace cen taxislužby je umožněna tím, že taxislužba je dlouhodobě zařazována do výměru ministerstva financí, kterým vydává seznam zboží s regulovanými cenami. Tato regulace smí být prováděna pouze formou stanovení maximální ceny nařízením obce nebo kraje a za podmínek, které stanoví ministerstvo financí. K jiným formám regulace cen (například věcnému usměrňování nebo stanovení pevné ceny) nejsou podle zákona místní orgány oprávněny. Regulace cen je podle § 1 odst. 6 zákona o cenách (č. 526/1990 Sb.) přípustná jen tehdy, je-li trh ohrožen účinky omezení hospodářské soutěže, které by se mohly negativně projevit v úrovni cen sjednávaných mezi prodávajícím a kupujícím. V případě taxislužby výměr umožňuje regulovat pouze cenu těch jízd, které začínají a končí na území téže obce, přičemž výměr výslovně připomíná, že regulaci může kraj nebo obec uplatnit pouze jsou-li naplněny obecné podmínky stanovené Zákonem o cenách. Výměr neupřesňuje, z jakých složek se může cena skládat a jakým způsobem může být maximální cena stanovena.
Kraje a obce mohou na základě pověření Ministerstva financí regulovat formou maximálních cen odtahovou službu, blokování vozidel tzv. „botičkami“, městskou hromadnou dopravu a integrovanou dopravu, taxislužbu, služby parkovišť, některé služby krematorií a hřbitovní služby (stav k roku 2008). Podmínky regulace cen MFČR vydává a zveřejňuje v Cenovém věstníku každoročně formou výměru, kterým se vydává seznam zboží s regulovanými cenami.
Město Praha reguluje nebo regulovalo kromě cen taxislužby ještě ceny jízdného v MHD a parkovného na parkovištích P+R (vyhlášky 37/1995, 17/1996, 37/1997 s novelizací 2/1998, nařízení č. 52/2000 bylo zrušeno nařízením č. 15/2005 Sb. hl. m. P., v současné době ceny regulovány nejsou), ceny za nucené odtahy osobních automobilů a jejich následné parkování a střežení (vyhláška 12/1997, nařízení 13/2001 Sb. hl. m. P.) a ceny kremačních a pohřebních služeb (vyhláška 51/1994 Sb. hl. m. P.).

#### Historie maximálních cen
Posledním a aktuálně platným nařízením je nařízení o maximálních cenách osobní taxislužby č. 1/2020 Sb. hl. m. Prahy, vydané Radou hlavního města Prahy 13. ledna 2030 a účinné od 1. února 2020. V úvodu se nařízení odvolává odkaz na zmocnění v § 44 odst. 2 zákona č. 131/2000 Sb., o hlavním městě Praze, které stanoví, že vydávat nařízení hlavního města Prahy je oprávněna Rada hlavního města Prahy. Dále uvádí, že podle § 4a odst. 1 písm. a) zákona č. 265/1991 Sb., o působnosti orgánů České republiky v oblasti cen, v platném znění, podle nějž „obec v rozsahu a za podmínek stanovených v rozhodnutí ministerstva může nařízením obce stanovit maximální ceny, pokud nejsou stanoveny ministerstvem,“ avšak v nařízení se neuvádí, které rozhodnutí ministerstva financí v tomto případě rozsah a podmínky regulace stanovilo. 
Maximální cena, zahrnující i daň z přidané hodnoty, je stanovena pro celé území hlavního města Prahy a bez ohledu na druh vozidla a počet přepravovaných osob takto:
- Jednorázová sazba (tzv. nástupní) – 60 Kč. Tato cena dle nařízení zahrnuje úhradu za pronajmutí vozidla, za pomoc při nástupu a výstupu zákazníka, za uložení a vyložení zavazadel, za vystavení dokladu o zaplacení jízdného a za podání informací týkajících se například trasy jízdy
- Čekání – 7 Kč/min. Čekáním se rozumí jednak provozní čekání (například při stání na křižovatce nebo popojíždění v hustém provozu), jednak čekání na přání zákazníka. Čekání v důsledku poruchy vozidla nebo zaviněné řidičem nesmí být zákazníkovi účtováno.
- Jízda na území hlavního města Prahy 36 Kč/km. Zahrnuje pouze jízdu po pozemních komunikacích.

8. února 2016 zablokovali pražští taxikáři magistrálu na protest proti výši maximálních cen.
| Předpis Sb. hl. m. P.                      | Účinnost od      | Účinnost do        | Jízda (Kč/km) | Nástup (Kč) | Čekání (Kč/min) | Poznámka                               |
| ------------------------------------------ | ---------------- | ------------------ | ------------- | ----------- | --------------- | -------------------------------------- |
| Výměr 1/1993 z 23. 6. 1993 (částka 6/1993) | ?                | 14. října 1996     | ?             | ?           | ?               | zrušen vyhláškou 59/1996 Sb. hl. m. P. |
| —                                          | 15. října 1996   | 30. listopadu 1997 | nestanovena   | nestanovena | nestanovena     |                                        |
| Vyhláška 43/1997                           | 1. prosince 1997 | 30. června 2005    | 17            | 25          | 4               |                                        |
| Vyhláška 43/1997 ve znění nařízení 13/2004 | 1. července 2005 | 31. prosince 2006  | 25            | 34          | 5               |                                        |
| Nařízení 20/2006                           | 1. ledna 2007    | 31. ledna 2020     | 28            | 40          | 6               |                                        |
| Nařízení 1/2020 Sb. hl. m. Prahy           | 1. února 2020    | doposud            | 36            | 60          | 7               | platí pro vozy se spalovacími motory   |
| Nařízení 1/2020 Sb. hl. m. Prahy           | 1. února 2020    | doposud            | 39            | 70          | 7               | platí pro elektromobily                |

#### Spor o oprávněnost regulace

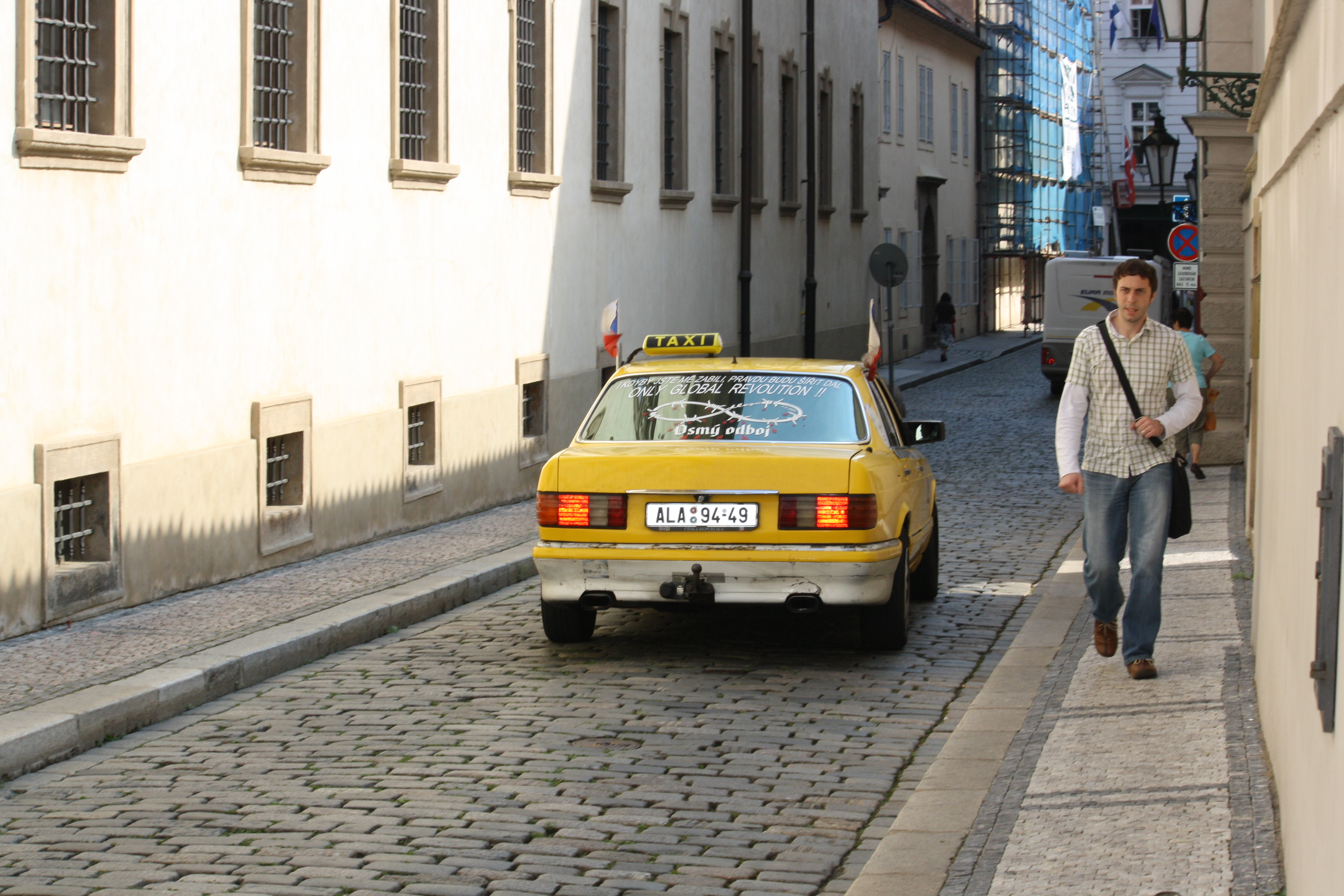
Vozidlo taxikáře Zdeňka Ponerta, známého konflikty s policisty a úředníky na Staroměstském náměstí. Je jedním z taxikářů ze zdejšího stanoviště, kteří veřejně nabízeli jízdné 99 Kč/km, nerespektující městskou vyhlášku o regulaci cen na nejvýše 28 Kč/km. Vůz má pomalovaný aktivistickými nápisy, svou činnost nazývá „osmý odboj“ a v únoru 2007 držel před magistrátem 11denní hladovku o pouhém čaji s mlékem a medem na protest proti tomu, že mu město nedovolilo jezdit za "tržní" ceny.

V příloze k tiskové zprávě vydané zřejmě někdy kolem roku 2006 se uvádějí důvody, v nichž zpracovatel materiálu viděl omezení hospodářské soutěže a které tedy opravňují město k regulaci cen:
- omezování možnosti pro některé provozovatele nabízet služby v lukrativních lokalitách
- ustálené zvyky řidičů (faktická nemožnost cestujícího vybrat si na stanovišti jiné než první vozidlo, neochota některých řidičů poskytnout službu taxi na kratší vzdálenost a j.)
- souběžné konkurenční fungování takzvané smluvní přepravy, na kterou se cenová regulace a pravidla pro taxislužbu nevztahují, a nedostatečná právní regulace poskytování této tzv. příležitostné osobní silniční dopravy, definované v zákoně jako neveřejná doprava, a její nedostatečná kontrola; v letech 1999–2005 počet živnostníků s oprávněním k tzv. smluvní dopravě několikasetnásobně vzrostl
- možnosti trhu nejsou rovnoměrně rozděleny mezi provozovatele; velké firmy ovlivňují podmínky trhu
- přetrvává převis nabídky nad poptávkou, aniž by došlo ke snížení nabízené ceny

Regulace cen bývá ze strany jejích zastánců zdůvodňována též běžnými zvyklostmi v jiných zemích a jejich velkých městech, kvůli nimž zahraniční návštěvníci Prahy s neregulovanými cenami nepočítají a výskyt neregulovaných vysokých cen vnímají jako neschopnost města zjednat pořádek, což poškozuje pověst města. Z českých měst platí (stav ke dni 8. června 2006) regulace kromě Prahy například v Brně (nástupní sazba 30 Kč, jízdné 25 Kč/km, čekání 3 Kč/min) a v Karlových Varech (nástupní sazba 25,-Kč, jízdné 35,-Kč/km a čekání 5,-Kč/min).
Správní soud v roce 2007 ve sporu mezi taxikářem, který zhruba trojnásobně překročil stanovené maximální ceny, a ministerstvem financí rozhodl ve prospěch taxikáře a zrušil pokutu udělenou taxikářovi. Soud agrumentoval mimo jiné tím, že městská vyhláška (nařízení?) nemůže být nadřazena zákonu o cenách, který připouští regulaci jen v případech, kdy je trh ohrožen účinky omezení hospodářské soutěže nebo to vyžaduje mimořádná tržní situace (§ 1 odst. 6 zák. 526/1990 Sb.), a taková situace v Praze podle soudu nenastala. Náměstek pražského primátora Rudolf Blažek označil rozhodnutí soudu za nebezpečné a město Praha ani nadále tento názor soudu nerespektuje a regulační nařízení nezrušilo. Mimo to zástupci taxikářů nerespektujících stanovené maximální ceny argumentují i tím, i v případech oprávněné regulace cen dává zákon o cenách možnost navýšit regulovanou cenu o oprávněné vyšší náklady. Obvodní soud pro Prahu 1 v roce 2009 udělil Magistrátu hlavního města Prahy pokutu 100 000 Kč za to, že nerespektoval předběžné rozhodnutí soudu týkající se stanoviště taxislužby na Staroměstském náměstí v Praze, na němž provozovatelé taxislužby nerespektovali maximální ceny stanovené nařízením města a jezdili za deklarované ceny 99 Kč/km.

### Skutečné ceny
| Dispečink      | Jízda (Kč/km) | Nástupní sazba (Kč) | Čekání (Kč/min) |                      |
| -------------- | ------------- | ------------------- | --------------- | -------------------- |
| Maximální cena | 36            | 60                  | 7               |                      |
| AAA Radiotaxi  | 22,90-28      | 25-40               | 4-6             | dle sazeb objednání  |
| Taxify         | 13-15         | 30                  | 4               | již pod značkou Bolt |
| City taxi      | 23,90         | 25                  | 5               |                      |
| Halo taxi      | 22,90         | 25                  | 5               |                      |
| Profitaxi      | 22            | 30                  | 4               |                      |
| MODRÝ ANDĚL    | 23            | 60                  | 7               |                      |
| Tick Tack      | 28            | 60                  | 7               |                      |

## Rozsah taxislužby v Praze
K 31. prosinci 1999 bylo v Praze evidováno 2934 živnostenských oprávnění s předmětem podnikání „taxislužba“ a 6 s předmětem podnikání „silniční motorová doprava osobní - nepravidelná“. K 1. dubnu 2004 bylo evidováno 2845 oprávnění pro taxislužbu a 495 pro tzv. „smluvní přepravu“. K 31. prosinci 2005 bylo evidováno 5288 oprávnění pro taxislužbu a 2252 pro „smluvní přepravu“. Z evidovaných oprávnění pro taxislužbu je pouze 3436 aktivních, z toho 3145 pro fyzické osoby a 48 pro právnické osoby. K 28. únoru 2006 bylo evidováno 14 provozovatelů s více než 25 zaměstnanci a 3650 provozovatelů s žádným nebo méně než 25 zaměstnanci.
K 8. červnu 2006 bylo v Praze evidováno 5561 vozidel taxislužby. Podle údajné blíže nespecifikované studie Ministerstva dopravy státu Quebec je optimální koeficient 2,1 vozidel na 1000 obyvatel; v Praze by podle tohoto koeficientu mělo být asi 2440 vozidel taxislužby.
Společnost Taxi Praha s. r. o. v nedatovaném článku v rubrice Aktuálně na svém webu uvádí údajnou citaci náměstka primátora Rudolfa Blažka, podle níž ke konci „minulého měsíce“ bylo v Praze registrováno 4781 vozů taxislužby a zhruba 3700 taxikářů.

## Organizátoři a provozovatelé taxislužby
Výsadní postavení mají zejména provozovatelé, kteří si vylosovali nebo vyhráli ve výběrovém řízení správu taxistanovišť (viz níže):
- AAA radiotaxi, s. r. o. (Jiří Kvasnička)
- City taxi, s. r. o.
- MODRÝ ANDĚL s. r. o.

Dalšími provozovateli (dispečinky) taxislužby jsou například:
- Taxi Praha s. r. o.
- Profi Taxi s. r. o.
- Kurýr Taxi s. r. o.
- Grand Taxi, s. r. o. – cca 30 řidičů
- Facetaxi Service s.r.o.
- Bohemia Prague Airport Transfers
- Cech Taxi Praha, sdružuje některé samostatné živnostníky provozující taxislužbu svými vlastními vozy
- Tick Tack s.r.o.

## Taxistanoviště

### Obecná pravidla

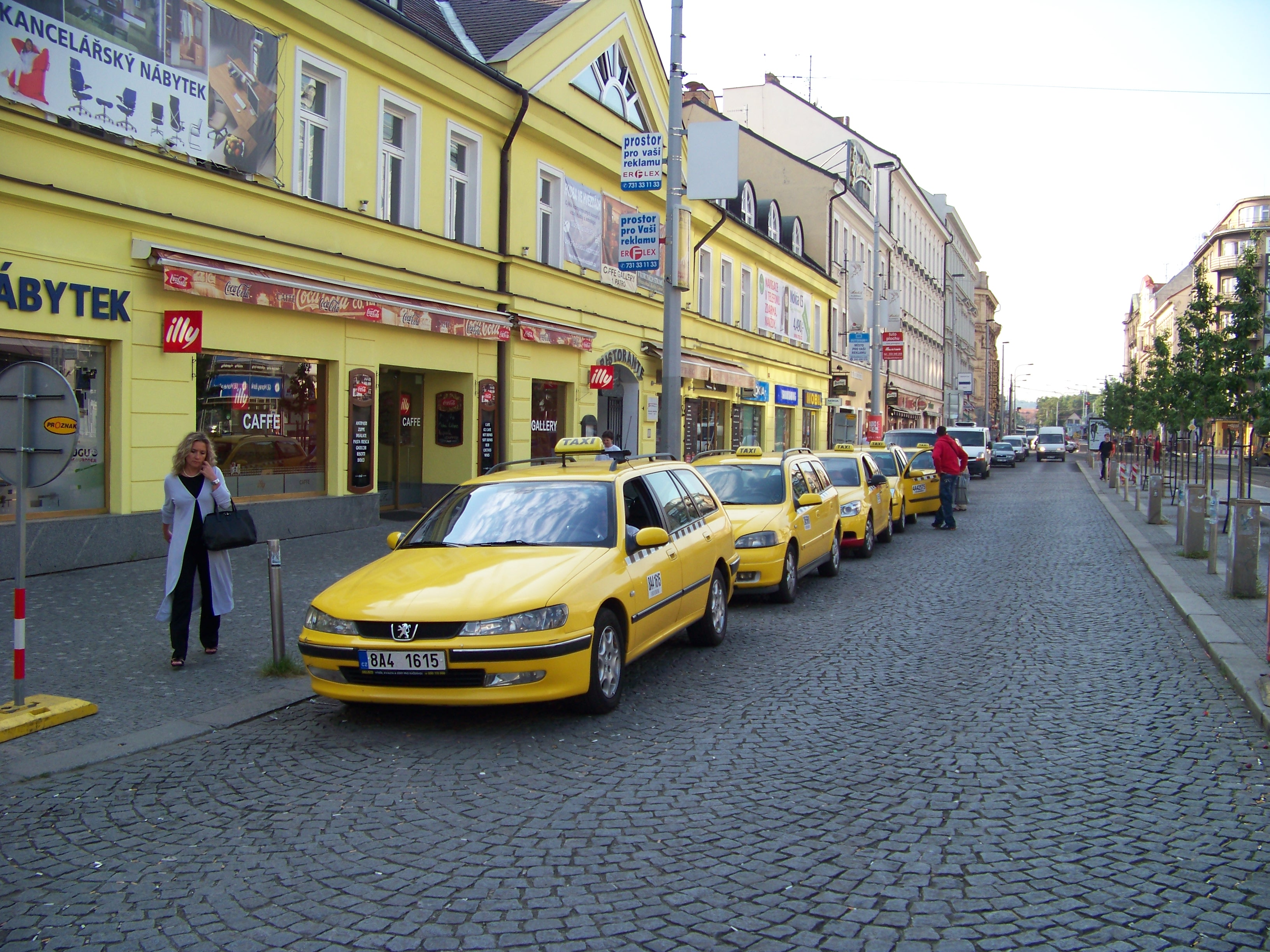
Taxistanoviště, Anděl

Ta stanoviště taxislužby, která jsou místěna na místních komunikacích, jsou ve správě Technické správy komunikací hl. m. Prahy. Nejlukrativnější z nich město od roku 2002 dává do správy provozovatelům taxislužby. Ostatní taxistanoviště, takzvaná taxistanoviště bez správce, jsou ve správě Technické správy komunikací hl. m. Prahy. Jejich užívání TSK podmiňuje uzavřením smlouvy a složením kauce 5000 Kč. Někteří oponenti se domnívají, že tyto podmínky jsou v rozporu s principem obecného užívání místních komunikací, který je zakotven v Zákoně o pozemních komunikacích.
Za provozní řád stanoviště taxislužby byly zprvu, v rozporu se zákonem o silniční dopravě, označovány neveřejné přílohy ke smlouvě města s provozovateli stanovišť. Skutečnou vyhlášku o provozním řádu stanovišť taxislužby zřízených na místních komunikacích ve vlastnictví hl. m. Prahy přijalo Zastupitelstvo hl. m. Prahy poprvé dne 14. 9. 2006 jako vyhlášku č. 18/2006 Sb. hl. m. Prahy, účinnou od 1. ledna 2007 s přechodným ustanovením do 31. prosince 2008. Provozní řád stanoví, že zákazník si smí na stanovišti zvolit libovolné vozidlo bez ohledu na pořadí, a stanoví požadavky na čistotu, velikost, stáří, barvu, povinné vybavení klimatizací a jiné technické parametry a třídu vozidel, oblečení řidičů (vylučuje sportovní oblečení, krátké kalhoty, trička s výrazným logem, domácí textilní obuv), stanoví povinnost řidiče pomáhat při nakládce a vykládce zavazadel, zakazuje řidiči vzdalovat se od vozidla nebo provádět na stanovišti údržbu vozidla, kouřit, obtěžovat hlukem atd., ukládá řidiči povinnost poskytnout požadovanou službu, je-li v jeho provozních možnostech. Řidičům, kteří tyto požadavky splní, poskytuje město i možnost užívání některých vyhrazených jízdních pruhů.

### Stanoviště se správcem
V roce 2002 uspořádalo město formou losování výběr z uchazečů o správu a výhradní používání nejlukrativnějších taxistanovišť s tím, že provozovatel taxistanoviště bude volán k odpovědnosti za delikty spáchané jeho řidiči. První losování se konalo 24. září 2002 a zúčastnily se jej 4 subjekty: AAA radiotaxi, Eva Kvasničková, City taxi a Sedop, ostatní provozovatelé losování bojkotovali. V roce 2013 vyhlásil Magistrát hl. m. Prahy výběrová řízení pro další stanoviště, kde uspěly další společnosti.
Zde jsou uvedeni provozovatelé, kterým město svěřilo správu některých taxistanovišť.
Rozdělení taxistanovišť:
- AAA radiotaxi, s. r. o. (Jiří Kvasnička) – 14 stanovišť, cca 1000 vozů (zřejmě včetně vozů užívajících stanoviště ve správě manželky vlastníka), tel. 14014
- City taxi, s. r. o. – 6 stanovišť
- MODRÝ ANDĚL s. r. o. - 7 stanovišť

V srpnu 2007 bylo 49 stanovišť s vylosovanými správci označeno tabulí Taxi Fair Place. V říjnu 2007 bylo poprvé toto označení některému stanovišti odebráno, a to stanovišti City Taxi u nádraží Holešovice na podnět České televize za to, že opakovaně nezajistila, aby na stanovišti bylo k dispozici vozidlo City taxi. Vozidlům City taxi je totiž skupinou taxikářů spřízněných s taxikáři ze Staroměstského náměstí fyzickými i slovními útoky bráněno ve využívání stanoviště taxi.[zdroj?] O celé této situaci byla pražská radnice opakovaně informována. Radnice ale problém nebyla schopna účinně řešit. O této kauze natočila Česká televize reportáž do pořadu Reportéři ČT, ovšem ani tato reportáž nic nezměnila a skupinka taxikářů spřízněných s taxikáři ze Staroměstského náměstí i nadále praktikuje své metody na stanovišti u nádraží Praha Holešovice.[zdroj?]
Specifický spor se odehrával kolem stanoviště na Staroměstském náměstí, jehož vylosovaným správcem byla firma SEDOP. Toto stanoviště využívali řidiči, kteří inzerovali několikanásobně vyšší jízdné, než jaké připouští městské nařízení o maximálních cenách, nejčastěji 99 Kč/km (oproti městem stanovené maximální ceně 28 Kč/km). Město dalo firmě SEDOP postupně třikrát (poprvé roku 2005) výpověď z nájmu, jejíž platnost firma opakovaně soudně napadala, přičemž v průběhu sporů byli pokutování taxikáři i městské orgány (podrobněji v oddíle o historii taxislužby).

### Seznam stanovišť
Přehled taxistanovišť podle 22 správních obvodů:

#### Praha 1
17 stanovišť se správcem a 16 stanovišť bez správce
- 1.01 Hradčany, Jelení × U Prašného mostu[32] (Fair Place[30])
- 1.02 Hradčany, Loretánské náměstí, MODRÝ ANDĚL s.r.o.[32] (Fair Place[30])
- 1.03 Malá Strana, Malostranské náměstí, před Malostranskou besedou,[32] (Fair Place[30])
- 1.04 Malá Strana, Malostranské náměstí, před hostincem U Glaubitzů, AAA radiotaxi[32] (Fair Place[30])
- 1.05 Na Perštýně, před křižovatkou s Národní, AAA radiotaxi s.r.o.[32] (Fair Place[30])
- 1.06 Na příkopě, u Slovanského domu, Leasing Car Serv.[32] (Fair Place[30])
- 1.07 Na příkopě × Panská, AAA radiotaxi s.r.o.[32] (2008 uváděno jako Fair Place[30])
- 1.08 náměstí Franze Kafky, před přechodem[32]
- 1.09 náměstí Franze Kafky, za přechodem[32] (2008 uváděno jako Fair Place[30])
- 1.10 náměstí Jana Palacha, před Rudolfinem, MODRÝ ANDĚL s.r.o.[32] (2008 uváděno jako Fair Place[30])
- 1.11 náměstí Republiky × Hybernská, u květináčů[32] (2008 uváděno jako Fair Place[30])
- 1.12 Národní × Jungmannovo náměstí[32] (24. 9. 2002 vylosovala AAA radiotaxi[29]) (2008 uváděno jako Fair Place[30])
- 1.13 Národní, záliv před Národním divadlem[32] (Fair Place[30])
- 1.14 Národní, před křižovatkou s ulicí Karolíny Světlé[32] (2008 uváděno jako Fair Place[30])
- 1.15 Revoluční, před obchodním domem Kotva (2008 uváděno jako Fair Place[30])
- 1.16 Staré Město, Smetanovo nábřeží, proti Novotného lávce[32] (2008 uváděno jako Fair Place[30])
- 1.17 Staré Město, Staroměstské náměstí, v zálivu[32] (2008 uváděno jako Fair Place[30])
- 1.18 Nové Město, Václavské náměstí, u kina Hvězda[32] (24. 9. 2002 vylosovala AAA radiotaxi) (2008 uváděno jako Fair Place[30])
- 1.19 Nové Město, Václavské náměstí, pod pomníkem svatého Václava[32] (2008 uváděno jako Fair Place[30])
- 1.20 Havlíčkova × Na Florenci, parkoviště u Masarykova nádraží[32] (Fair Place[30])
- 1.21 Hradčany, Hradčanské náměstí, u parku[32]
- 1.22 Hradební, před vyústěním do Řásnovky, AAA radiotaxi[32] (2008 neuváděno jako Fair Place[30])
- 1.23 Malá Strana, Klárov, u stanice metra Malostranská, City taxi[32] (2008 neuváděno jako Fair Place[30])
- 1.24 Staré Město, Křižovnická, u hotelu Four Seasons[32]
- 1.25 Malá Strana, Malostranské náměstí, parkoviště[32]
- 1.26 Staré Město, Mariánské náměstí, před Městskou knihovnou[32]
- 1.27 Nové Město, Hybernská, u Masarykova nádraží[32] (2008 uváděno jako Fair Place[30])
- 1.28 Hradčany, Pohořelec, v zálivu Keplerova[32]
- 1.29 Na Perštýně, proti Skořepce, AAA radiotaxi[32] (2008 neuváděno jako Fair Place[30])
- 1.30 Skořepka × Uhelný trh[32]
- 1.31 Nové Město, Václavské náměstí, proti hotelu Jalta[32]
- 1.32 Nové Město, Václavské náměstí, u Domu módy[32]
- 1.33 Vodičkova × V jámě, záliv před restaurací[32]
- 1.34 Wilsonova, před hlavním vchodem hlavního nádraží[32] (2008 uváděno jako Fair Place[30])
- 1.35 Myslíkova × Spálená[32]
- 1.36 Jindřišská × Václavské náměstí, spodní část Václavského náměstí, 4 vozy[32] (2008 uváděno jako Fair Place[30])
- 1.37 Staroměstské náměstí č. o. 5 / Pařížská, 4 vozy[32], (2008 uváděno jako Fair Place[30])

#### Praha 2
1 stanoviště se správcem a 4 stanoviště bez správce
- 2.01 náměstí I. P. Pavlova, AAA radiotaxi s.r.o.[32] (2008 uváděno jako Fair Place[30])
- 2.02 Vinohrady, náměstí Míru, bez správce[32] (Fair Place[30])
- 2.03 Nové Město, Karlovo náměstí, proti Faustovu domu, bez správce[32] (2008 neuváděno jako Fair Place[30])
- 2.04 Nové Město, Karlovo náměstí, v prodloužení Žitné (záliv), Kvasničková Eva[32] (2008 neuváděno jako Fair Place[30])
- 2.05 Nové Město, Karlovo náměstí × U nemocnice, bez správce[32]

#### Praha 3
Všech 10 stanovišť je spravovaných bez správce
- 3.01 Milešovská × Ondříčkova[32]
- 3.02 Vinohradská × Orlická, záliv u Všeobecné zdravotní pojišťovny, [32] (2008 uváděno jako Fair Place[30])
- 3.03 Koněvova, před zdravotním střediskem Jarov, [32] (2008 neuváděno jako Fair Place[30])
- 3.04 Osiková × Pod lipami[32]
- 3.05 Žižkov, Pražačka × Koněvova[32]
- 3.06 Žižkov, Seifertova x náměstí Winstona Churchilla[32]
- 3.07 U vinohradské nemocnice × Šrobárova[32] (2008 neuváděno jako Fair Place[30])
- 3.08 Vinohradská, před hlavním vchodem na Olšanské hřbitovy[32]
- 3.09 náměstí Jiřího z Poděbrad, záliv u výstupu ze stanice metra Jiřího z Poděbrad[32]
- 3.10 Jičínská, Flóra stanice metra A[32]

#### Praha 4
2 stanoviště se správcem a 10 stanovišť bez správce
- 4.01 Nusle, Pankrác, Lomnického, u stanice metra Pražského povstání, MODRÝ ANDĚL s.r.o.[32] (Fair Place[30])
- 4.02 Nusle, náměstí Bratří Synků, AAA radiotaxi s.r.o.[32] (2008 uváděno jako Fair Place[30])
- 4.03 Roztylské náměstí[32] (2008 uváděno jako Fair Place[30])
- 4.04 Budějovická × Vyskočilova[32]
- 4.05 Záběhlice, Spořilov, Hlavní, u obchodního středicka Centrum[32]
- 4.06 Nusle, Kloboučnická × Nuselská[32]
- 4.07 V Štíhlách, u spuermarketu LIDL[32] (2008 neuváděno jako Fair Place[30])
- 4.08 Braník, Pikovická, u nádraží Praha-Braník[32] (Fair Place[30])
- 4.09 Nuselská × Michelská[32] (2008 neuváděno jako Fair Place[30])
- 4.10 Podolí, Podolská × Sinkulova, poblíž podolské vodárny[32]
- 4.11 Krč, Thomayerova, před Thomayerovou nemocnicí[32]
- 4.12 Na Pankráci, stanice metra Pankrác[32] (2008 uváděno jako Fair Place[30])

#### Praha 5
Celkem 9 stanovišť, všechny bez správce
- 5.01 náměstí Kinských[32] (2008 uváděno jako Fair Place[30])
- 5.02 Plzeňská × Musílkova, proti ulici Nad Zámečnicí[32]
- 5.03 Nádražní, u nádraží Praha-Smíchov[32] (Fair Place[30])
- 5.04 Nádražní × Lidická, u stanice metra Anděl[32] (2008 neuváděno jako Fair Place[30])
- 5.05 Ostrovského, před křižovatkou s Nádražní[32] (2008 neuváděno jako Fair Place[30])
- 5.06 Plzeňská, před krematoriem Motol[32] (2008 neuváděno jako Fair Place[30])
- 5.07 Roentgenova, u konečné stanice autobusu u nemocnice Na Homolce[32] (2008 neuváděno jako Fair Place[30])
- 5.08 V úvalu, před vchodem do nemocnice Motol[32]
- 5.09 Puchmajerova × V zářezu, u stanice metra Jinonice[32] (2008 uváděno jako Fair Place[30])

#### Praha 6
2 stanoviště se správcem a 6 stanovišť bez správce
- 6.01 Milady Horákové, u stanice metra Hradčanská, AAA radiotaxi s.r.o.[32] (2008 uváděno jako Fair Place[30])
- 6.02 Podbabská, hotel Holiday (International), AAA radiotaxi s.r.o.[32] (2008 uváděno jako Fair Place[30])
- 6.03 Evropská, záliv u OD Šárka[32] (2008 uváděno jako Fair Place[30])
- 6.04 Gymnastická × Bělohorská[32]
- 6.05 Na Petřinách, před objektem č. o. 29[32] (2008 neuváděno jako Fair Place[30])
- 6.06 Na Petřinách, před objektem č. o. 47[32] (2008 neuváděno jako Fair Place[30])
- 6.07 U vojenské nemocnice - Břevnov, před nemocnicí[32]
- 6.08 Vítězné náměstí × Dejvická, záliv poblíž stanice metra Dejvická[32]

#### Praha 7
Celkem 10 stanovišť, všechny bez správce
- 7.01 Milady Horákové č.19, před hotelem Belvedere[32] (2008 uváděno jako Fair Place[30])
- 7.02 Dukelských hrdinů, za křižovatkou s Veleteržní[32] (2008 uváděno jako Fair Place[30])
- 7.03 Komunardů × U Průhonu č. 11[32] (2008 uváděno jako Fair Place[30])
- 7.04 Strossmayerovo náměstí, u kostela[32] (2008 uváděno jako Fair Place[30])
- 7.05 nádraží Holešovice, u severního vestibulu stanice metra Nádraží Holešovice[32] (2008 uváděno jako Fair Place[30])
- 7.06 Ovenecká č.19 × Letenské náměstí, při ulici Milady Horákové[32] (2008 neuváděno jako Fair Place[30])
- 7.07 Plynární, u jižního vestibulu stanice metra Nádraží Holešovice[32] (2008 neuváděno jako Fair Place[30])
- 7.08 Trója, proti vchodu do ZOO v zálivu u Trojské[32]
- 7.09 Tusarova č.33 × Komunardů[32]
- 7.10 U Výstaviště, před hlavním vchodem výstaviště[32]

#### Praha 8
Celkem 7 stanovišť, všechny bez správce
- 08.01 Kobylisy, Kobyliské náměstí, nedaleko stanice metra Kobylisy – 2 vozy[32] (Fair Place[30])
- 08.02 Střížkov/Kobylisy, sídliště Ďáblice, Ďáblická, u tramvajové smyčky Sídliště Ďáblice – 3 vozy[32]
- 08.03 Kobylisy, Ke Stírce × Klapkova – 3 vozy[32]
- 08.04 Libeň, Na Žertvách, u stanice metra Palmovka – 3 vozy[32]
- 08.05 Libeň, Budínova, před nemocnicí Bulovka – 3 vozy[32] (2008 neuváděno jako Fair Place[30])
- 08.06 Kobylisy, sídliště Ďáblice, Opálkova, u stanice metra Ládví – 2 vozy[32]
- 08.07 Střížkov, Ústecká, u tramvajové smyčky Vozovna Kobylisy – 1 vůz[32]

#### Praha 9
Celkem 6 stanovišť, všechny bez správce
- 09.01 Střížkov, Teplická × Vysočanská, nedaleko stanice metra Střížkov – 3 vozy[32] (2008 uváděno jako Fair Place[30])
- 09.02 Vysočany, Českomoravská, u nádraží Praha-Libeň – 2 vozy[32] (2008 uváděno jako Fair Place[30])
- 09.03 Libeň, Drahobejlova, u stanice metra Českomoravská – 5 vozů[32] (2008 neuváděno jako Fair Place[30])
- 09.04 Prosek, Litoměřická × Vysočanská, nedaleko stanice metra Prosek – 2 vozy[32]
- 09.05 Vysočany, Poděbradská × U Harfy, nedaleko nádraží Praha-Libeň – 2 vozy[32] (2008 neuváděno jako Fair Place[30])
- 09.06 Vysočany, Sokolovská × Freyova, náměstí OSN, nedaleko stanice metra Vysočanská – 1 vůz,[32]

#### Praha 10
Celkem 7 stanovišť, všechny bez správce
- 10.01 Malešice, Počernická, před poštou – 4 vozy[32] (2008 uváděno jako Fair Place[30])
- 10.02 Zahradní Město, Jabloňová, poliklinika – 2 vozy[32]
- 10.03 Vršovice, Kubánské náměstí × Litevská – 3 vozy[32]
- 10.04 Vršovice, Moskevská × Žitomírská – 2 vozy[32]
- 10.05 Strašnice, Mrštíkova, u stanice metra Strašnická – 3 vozy[32]
- 10.06 Vršovice, U vršovického nádraží, u nádraží Praha-Vršovice – 2 vozy.[32] (Fair Place[30])
- 10.07 Strašnice, Vyžlovská, u stanice metra Skalka – 3 vozy[32]

#### Praha 11
Celkem 1 stanoviště bez správce
- 11.01 Háje, Opatovská, u stanice metra Háje – 7 vozidel[32]

#### Praha 12
Celkem 1 stanoviště bez správce
- 12.01 Modřany, Československého exilu, OS, před poštou – 2 vozidla[32]

#### Praha 13
Celkem 1 stanoviště bez správce
- 13.01 Stodůlky, Bucharova, u stanice metra Nové Butovice – 6 vozidel[32]

#### Praha 14
1 stanoviště se správcem a 1 stanoviště bez správce
- 14.01 Horní Počernice/Černý Most, Chlumecká, u stanice metra Černý Most – 3 vozidla, AAA radiotaxi s. r. o.[32] (Fair Place[30])
- 14.02 Kyje/Černý Most, Chlumecká, u stanice metra Rajská zahrada – 3 vozidla[32]

#### Praha 15
Celkem 3 stanoviště všechny bez správce
- 15.01 Hostivař, sídliště Košík, Doupovská, u nákupního střediska – 2 vozidla[32] (Fair Place[30])
- 15.02 Hostivař, sídliště Hornoměcholupská, Gercenova, u nákupního střediska – 2 vozidla[32]
- 15.03 Horní Měcholupy, Ravenská, u nákupního střediska – 2 vozidla[32]

#### Praha 17
Celkem 2 stanoviště, obě bez správce
- 17.01 Řepy, sídliště Řepy, Makovského – Drahoňovského, u tramvajové smyčky Sídliště Řepy – 2 vozidla[32]
- 17.01 Třebonice, Řevnická, u stanice metra Zličín – 3 vozidla[32]

#### Správní obvody bez stanovišť
Na území rozšířených správních obvodů Praha 16, Praha 18, Praha 19, Praha 20, Praha 21 a Praha 22 není na místních komunikacích žádné stanoviště taxislužby.

#### Stanoviště mimo místní komunikace
Ze stanovišť mimo místní komunikace jsou významná zejména stanoviště na účelové komunikaci Aviatická u Letiště Ruzyně, o nichž rozhoduje Česká správa letišť.

### Rušení stanovišť
22. února 2018 v rámci interpelací na 34. zasedání zastupitelstva hl. m. Prahy podal zastupitel Viktor Mahrik (Pirátská strana) náměstku Dolínkovi dotaz, jak se vypořádal s občanským podnětem navrhujícím zrušení stanovišť taxislužby, jenž neplní svou funkci, a s návrhem na jejich revizi, případně přeměnu na stanoviště K+R, a důsledné vymáhání dodržování provozního řádu stanovišť. Náměstek Dolínek k tomu uvedl, že již několik měsíců existuje tisk na zrušení drtivé většiny stání pro taxíky. Mezi radními však byl spor o stádiu připravenosti. Radní Dolínek vyjádřil naději, že v prvním pololetí roku 2018 opravdu drtivá většina nepotřebných zanikne a budou podtržena ta, která mají svůj smysl.
30. října 2018 rada města projednávala návrh, aby některá stanoviště taxislužby byla zrušena a nahrazena dobíjecími stanicemi pro sdílené elektromobily. Tato stanoviště by měla být vybrána na základě analýzy provedené společností Operátor ICT.
10. června 2019 rada města měla projednat návrh primátorského náměstka Adama Scheinherra na zrušení stanovišť označených Fair place z důvodu nízkého zájmu o jejich pronájem a nástupu mobilních aplikací proměňujících způsob objednávání taxi. Z původních 45 taxistanovišť se správcem bylo již dříve 16 převedeno do režimu bez správce. Ze zbylých 29 stanovišť jich bylo dle náměstkova textu pronajato 5 s ročním výnosem asi 3,4 milionu korun; ve 22 případech byla smlouva ze strany správce bez udání důvodu ukončena, v dalších dvou případech smlouva vypršela. Podle tvrzení náměstka Scheinherra na jeho osobní facebookové stránce o tato stanoviště není zájem a ti, co o ně zájem mají, často nepodnikají čestně. Na stanovišti v Jindřišské ulici u Václavského náměstí město provedlo během čtyř let 24 namátkových kontrol formou „mystery shoppingu“, a pouze pět z nich nebylo úmyslně předražených. Přínosem zrušení taxistanovišť má být, že se uvolní místa pro jiné využití. Rada města podle návrhu má usnesením zadat Institutu plánování a rozvoje za úkol, aby do 31. srpna 2019 vypracoval návrh, jak uvolněná místa v budoucnu využít.